# 北海道家庭学校

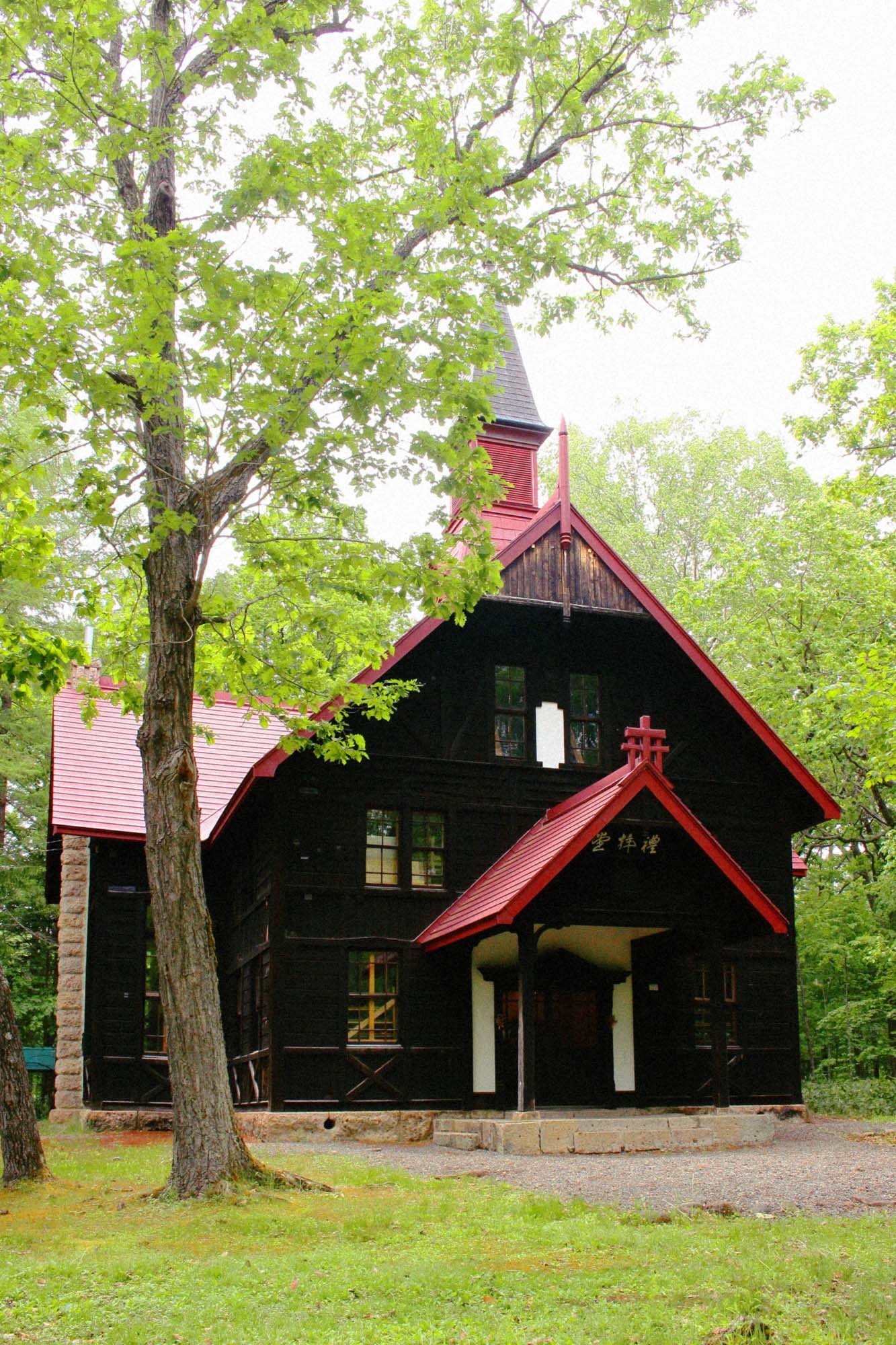
北海道家庭学校礼拝堂（1919年建築、北海道指定有形文化財）

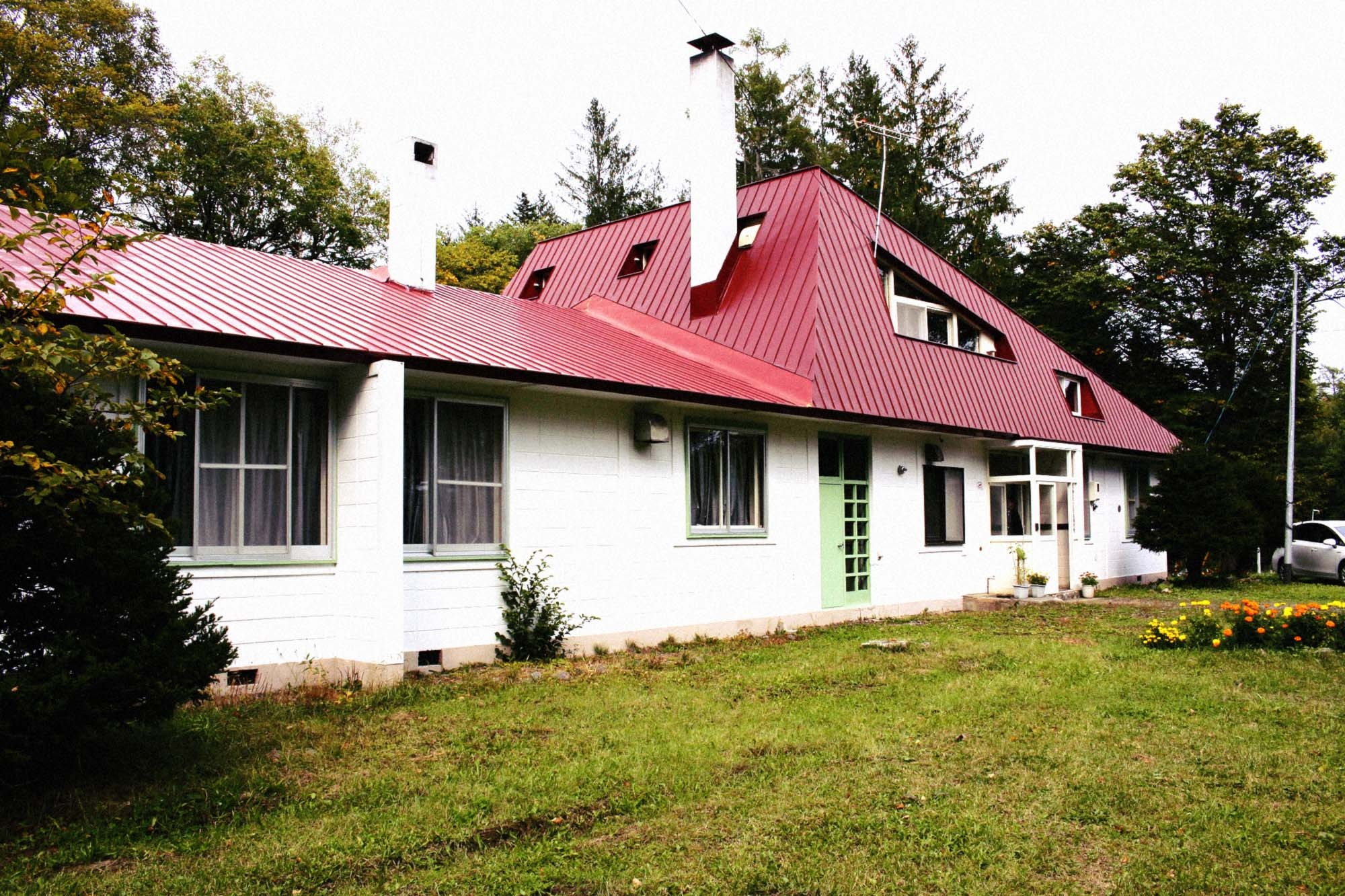
桂林寮（1963年建築、田上義也設計。現・北海道家庭学校博物館）

北海道家庭学校（ほっかいどうかていがっこう）は、北海道紋別郡遠軽町留岡にある男子児童自立支援施設（旧教護院）である。日本国内の児童自立支援施設としては珍しい民間運営の施設で、施設や敷地を鉄格子や塀、柵などで閉鎖隔離しない「開放処遇」形態をとっていることでも知られる。

## 概要
1914年（大正3年）設立の男子児童自立支援施設である。社会福祉法人北海道家庭学校が運営している。遠軽市街地郊外の丘陵地に広がる439ヘクタール(130万坪)の敷地に、礼拝堂・本館・体育館・特別教室棟・寮舎・博物館・給食棟・木工教室・牛舎・バター製造舎・味噌醸造場などを設けている。
児童生徒が暮らす小規模の寮舎に、職員とその家族も共に住み込む「小舎家族制」を取っており、大自然の中で働く日々の営みを通じた教育を目指した創設者、留岡幸助の理念に基づき、北海道オホーツク海側の厳しい自然環境の中での野菜作りや環境整備、敷地内の土木作業、山林作業、除雪、炊事など、生活に必要な作業活動を児童と職員・家族が共に取り組む生活を教育活動の中心に置いている。
児童生徒の受け入れは全国各地の児童相談所による判定・措置決定に基づいて行っている。平均入所期間は1年半～2年で、退所後のアフターケアにも力を入れている。本館には2009年、遠軽町が町立東小学校の遠軽町立東小学校望の岡分校及び遠軽中学校の遠軽町立遠軽中学校望の岡分校分校を開設し、施設の理念と公教育の調和の取れた教育活動を主眼に、施設と小中学校が一体となって児童生徒への学習指導も行っている。

## 歴史
備中国高梁（現・岡山県高梁市）出身で、東京府北豊島郡巣鴨村（現・東京都豊島区）でキリスト教精神に基づく民間感化院「家庭学校」（現、児童養護施設東京家庭学校）を設立運営していた留岡幸助によって1914年、「家庭学校北海道分校」として設立された。
留岡は同志社神学校を卒業後、北海道空知監獄および巣鴨監獄の教誨師を務め、少年期教育が犯罪抑止のために必要と考えて1899年に「家庭学校」を設立。「流汗鍛錬」を信条としていた留岡はさらに、大自然の中で行う農作業などの労働体験を通じて感化事業を行う構想を実現するため、内務省から北海道紋別郡上湧別村字サナプチ（当時）の国有地の払い下げを受け、北海道分校を設立した。
分校は1934年に道庁認可の少年教護院となり、戦後1948年に児童福祉法に基づく教護院認可を受けた。1952年に運営法人が社会福祉法人家庭学校に改組されたのに合わせ、「北海道家庭学校」に改称した。1968年には社会福祉法人家庭学校から社会福祉法人北海道家庭学校が分離し、東京家庭学校と北海道家庭学校の運営がそれぞれ独立した。1981年には「民間教護院活動の先駆的役割」の功績により第35回北海道新聞文化賞を受賞した。
1995年には教護院として全国初の高校生寮を開設。2001年、地元遠軽町の経済界が中心となり、家庭学校の活動を支援する「北海道家庭学校後援会」が発足した。2014年には創立百周年の記念事業として旧桂林寮に家庭学校博物館を移転。旧博物室から伝わる教材のほか、家庭学校の歴史を伝える史料などを展示している。2017年には遠軽市街地に自立援助ホーム「がんぼうホーム」を開設した。

### 地域社会への貢献
北海道分校では国から払い下げられた土地を周辺の農民に分配して小作料収入で事業をまかなうとともに、社名渕産業組合を設立するなど、開拓に取り組む地域社会と一体となった運営を行った。また家庭学校の子どもだけでなく、地域の開拓農民の子弟の教育にも貢献することを目指し、図書や自然標本などの各種教材を揃えた「博物室」を開設して一般に開放した。また戦後の農地解放に先駆けて1939年から小作農への小作地売却も実施。運営資金と人材不足に悩まされながらも少年教育と地域の社会活動に役割を果たしてきた。
留岡幸助が基礎を築いたこれらの功績をたたえ、1960年代に行われた遠軽町内の地名改正で町は、学校周辺の地区について新たに「留岡」の大字を起こしている。

## 文化財
北海道指定有形文化財の礼拝堂は、学校用地内の山林から調達した木材や軟石を活用し、「望の岡」と呼ぶ丘に1919年に完成した木造建築物である。2015年の有形文化財指定にあたり北海道は、大正期に建設された北海道における貴重な学校施設・教会堂建築物で、建築意匠に優れ、歴史的価値が高いと評価した。現在も生徒の日曜礼拝や各種行事に利用されている。

## 歴代校長
1. 留岡幸助
2. 牧野虎次
3. 今井新太郎
4. 留岡清男
5. 谷昌恒
6. 小田島好信
7. 加藤正男
8. 熱田洋子
9. 仁原正幹
10. 清澤満
11. 軽部晴文

## メディアでの紹介
- テレビ放送
  - 1969年9月28日、北海道放送（HBC）の制作にて、TBS系列のカラードキュメンタリー番組『われら一族』にて全国放送された[7][8]。HBCでは再放送の要望が多く寄せられた為、同年11月3日に再放送された[9]。

## 関連文献
- 留岡清男『教育農場五十年』 岩波書店 1964年
- 谷昌恒『ひとむれ 北海道家庭学校の教育』評論社
  1. 1974年 ISBN 978-4566051041
  2. 1977年 ISBN 978-4566051072
  3. 1977年 ISBN 978-4566051126
  4. 1983年 ISBN 978-4566051164
  5. 1987年 ISBN 4566051218
  6. 評論社 1991年 ISBN 978-4566051232
  7. 1994年 ISBN 978-4566051256
  8. 1994年 ISBN 978-4566051263
  9. 1998年 ISBN 978-4566051294
- 谷昌恒『教育の理念 私達の仕事』 評論社 1984年 ISBN 978-4566051195
- 谷昌恒『教育の心を問いつづけて 北海道家庭学校の実践』 岩波書店 1991年  ISBN 4000031252
- 谷昌恒『教育力の原点　家庭学校と少年たち』 岩波書店 1996年  ISBN 4000027565
- 谷昌恒『森のチャペルに集う子ら 北海道家庭学校のこと』 日本基督教団出版局 1993年 ISBN 4818401161
- 花島政三郎『サナプチの子ら 北海道家庭学校の生活』 評論社 1978年 ISBN 4566051099
- 藤田俊二『もうひとつの少年期』晩聲社 1979年 ISBN 4891880538
- 藤田俊二『まして人生が旅ならば 北海道家庭学校卒業生を訪ねて』 教育史料出版 2001年 ISBN 4876524122
- 井上肇『少年教護の人間像 福祉と教育の統合を求めて』 川島書店 1982年
- 仁原正幹『新世紀「ひとむれ」 北海道家庭学校の子ども達』生活書院 2020年 ISBN 4865001077
- 仁原正幹（編集）・二井仁美（編集）・家村昭矩（監修）『「家庭」であり「学校」であること 北海道家庭学校の暮らしと教育』生活書院 2022 ISBN 4865001220
- 二井仁美『留岡幸助と家庭学校 近代日本感化教育史序説』不二出版 2020年 ISBN 4835083555
- 斎藤茂男『父よ母よ！』 1979年 太郎次郎社 ISBN 978-4811800158
- 高瀬善夫『一路白頭ニ到ル 留岡幸助の生涯』 岩波新書 1982年
- 五木寛之『ステッセルのピアノ』 文藝春秋 1993年 ISBN 4163141405
- 土井洋一『家庭学校の同行者たち 付家庭学校史関連人物事典』 大空社 1993年
- 藤井常文『北海道家庭学校と留岡清男 創立者・留岡幸助を引き継いで』 三学出版 2003年 ISBN 4921134561
- 藤井常文『谷昌恒とひとむれの子どもたち 北海道家庭学校の生活教育実践』 三学出版 2014年 ISBN 4903520811
- 阿部祥子『もうひとつの子どもの家 教護院から児童自立支援施設へ』 ドメス出版 2005年 ISBN 481070646X